# Stazione di Moreno
La stazione di Moreno (Estación Moreno in spagnolo) è una stazione ferroviaria della linea Sarmiento situata nell'omonimo città della provincia di Buenos Aires.

## Storia
La stazione fu aperta al traffico il 12 aprile 1860.
Il 9 novembre 2006 alla presenza del presidente argentino Néstor Kirchner e del governatore della provincia di Buenos Aires Felipe Solá è stata inaugurata l'attigua autostazione.